# يوهان ياكوب ميرلو
يوهان ياكوب ميرلو (بالألمانية: Johann Jakob Merlo)‏ هو كاتب ألماني، ولد في 25 أكتوبر 1810 في كولونيا في ألمانيا، وتوفي بنفس المكان في 27 أكتوبر 1890.